# Neoterebra rushii
Neoterebra rushii é uma espécie de gastrópode do gênero Neoterebra, pertencente a família Terebridae.